# Rafa Nadal Open 2025
Die Rafa Nadal Open 2025 sind ein Tennisturnier, das vom 26. bis 31. August 2025 in Manacor auf Mallorca stattfindet. Es ist Teil der ATP Challenger Tour 2025 und wird im Freien auf Hartplatz ausgetragen.
Das Teilnehmerfeld der Einzelkonkurrenz besteht aus 32 Spielern, jenes der Doppelkonkurrenz aus 16 Paaren.

## Qualifikation
Die Qualifikation findet am 25. und 26. August 2025 statt. Ausgespielt werden sechs Qualifikationsplätze, die zur Teilnahme am Hauptfeld des Turniers berechtigen.